# Neurada procumbens
Neurada procumbens är en tvåhjärtbladig växtart som beskrevs av Carl von Linné. Neurada procumbens ingår i släktet Neurada och familjen Neuradaceae. Utöver nominatformen finns också underarten N. p. al-eisawii.

## Bildgalleri

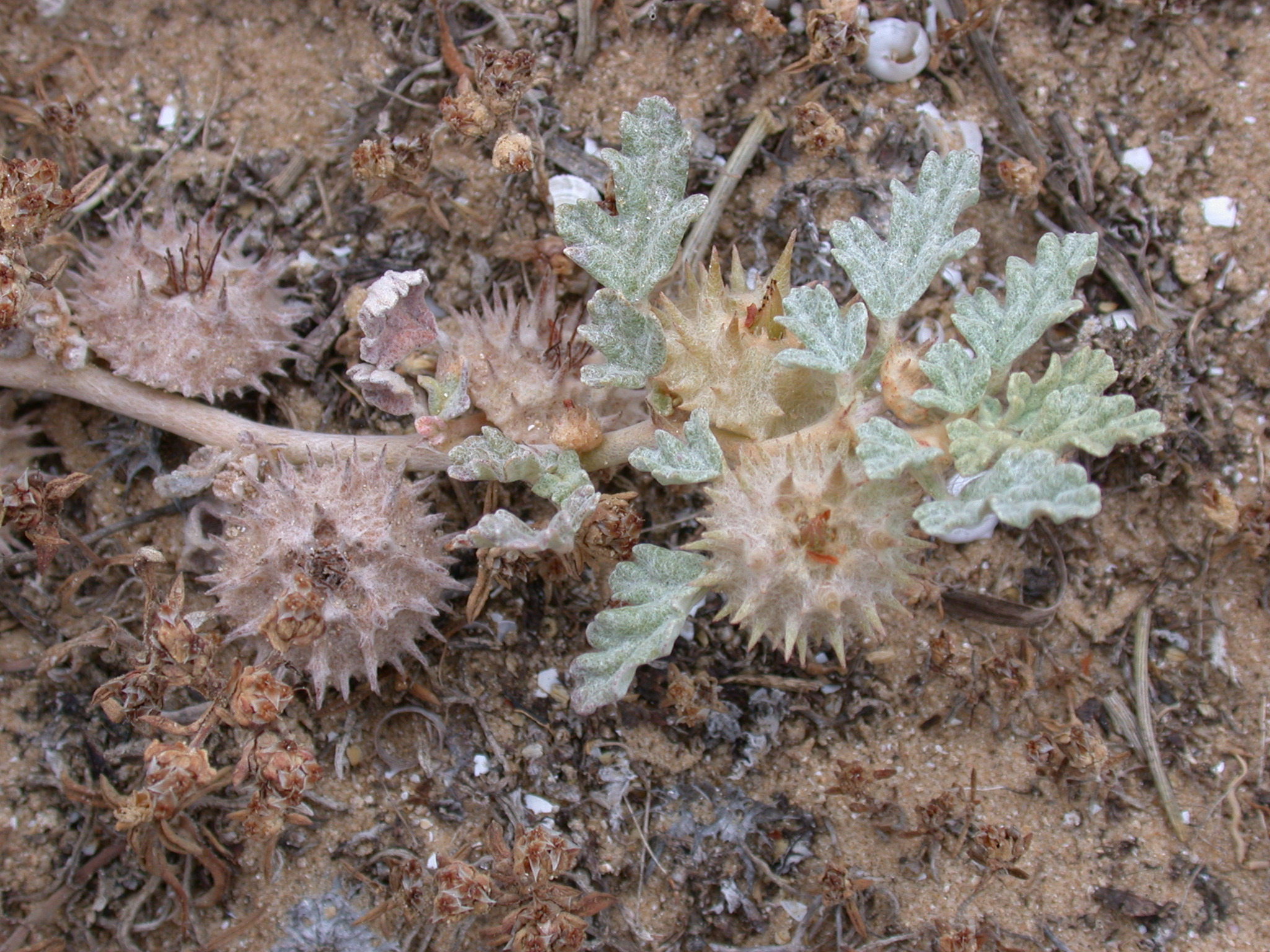
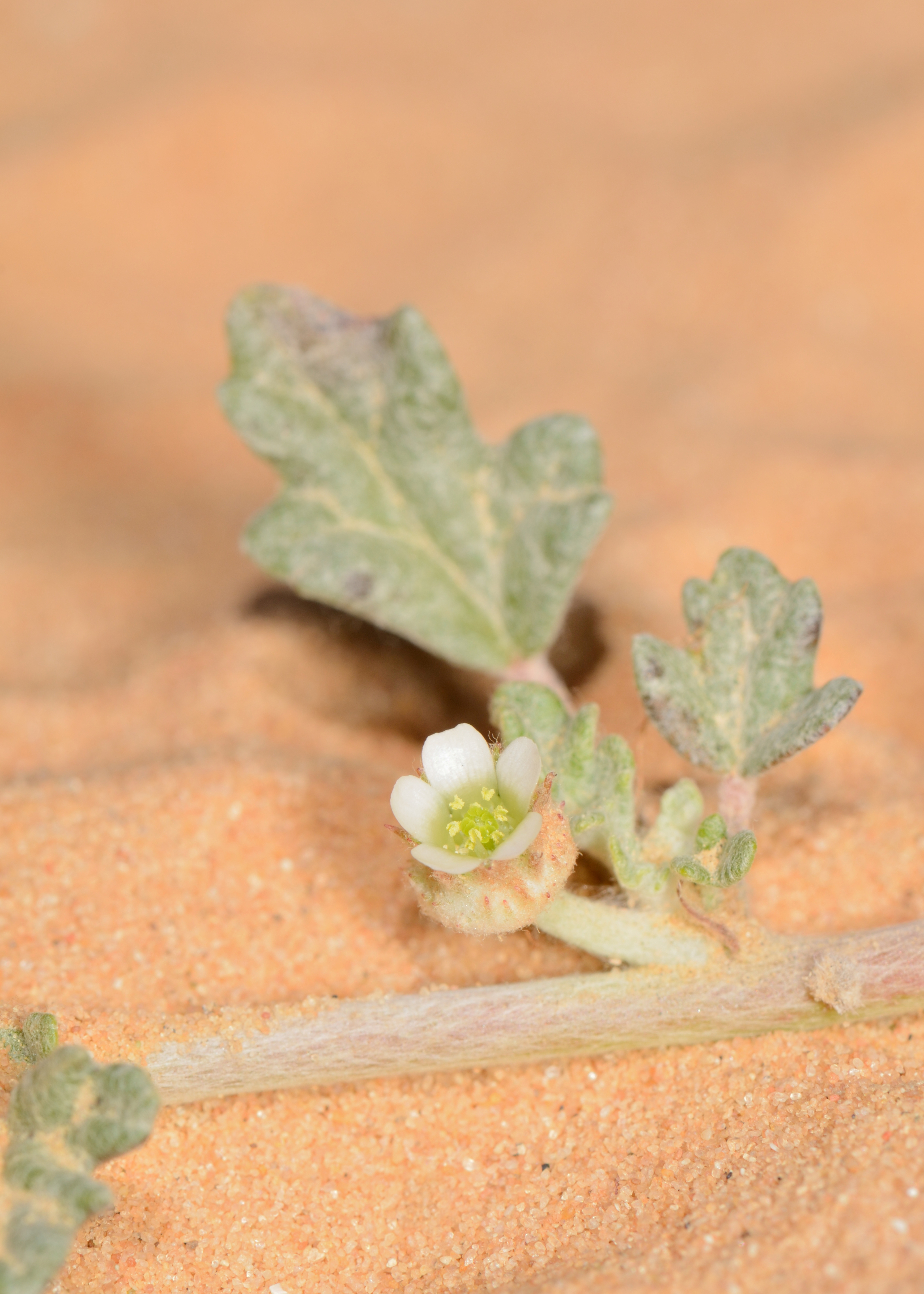
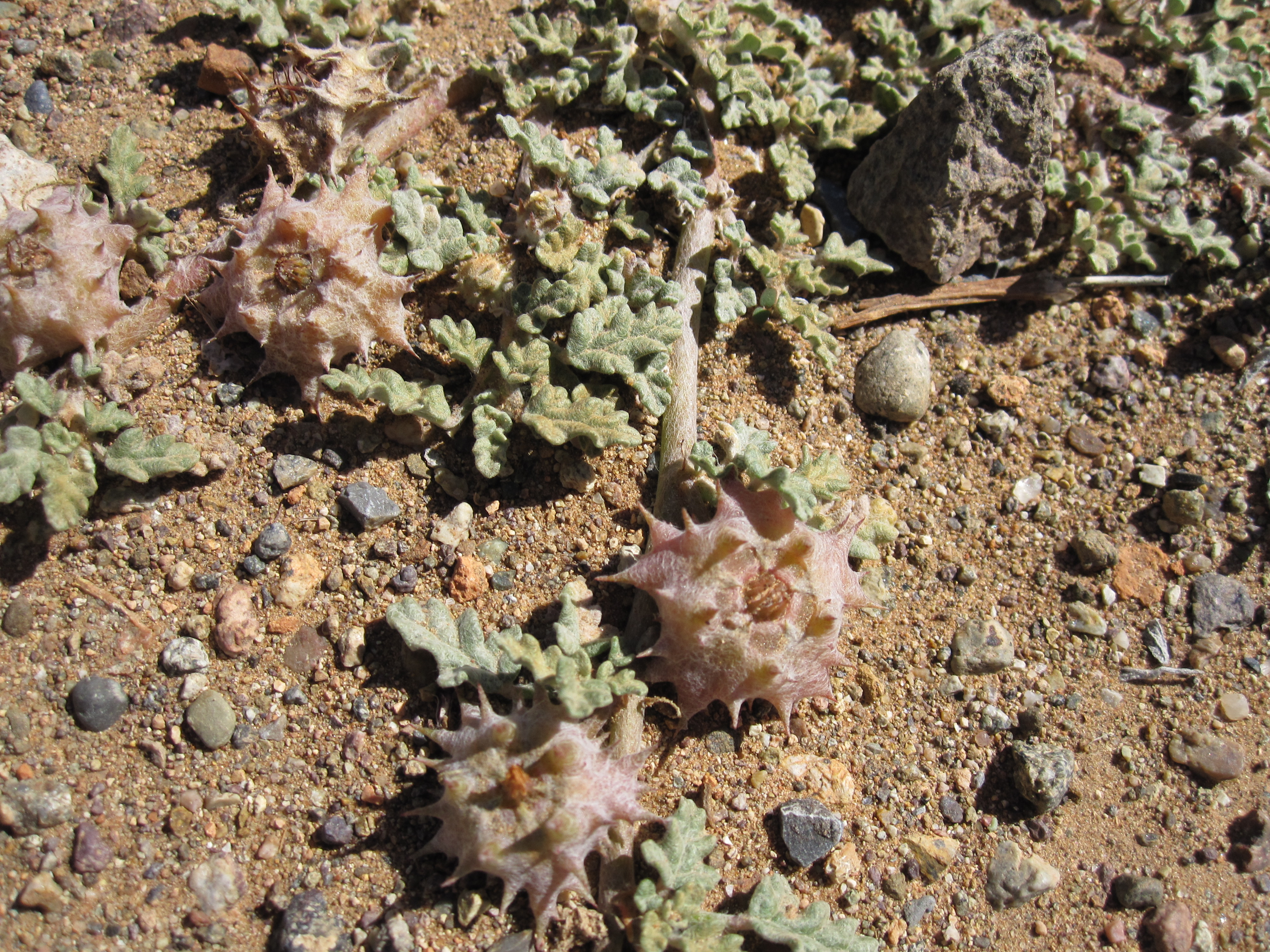